# The Simpsons (9.ª temporada)
A nona temporada de The Simpsons, uma série de animação estadunidense de comédia de situação, estreou na noite de 21 de setembro de 1997 na rede de televisão Fox e terminou em 17 de maio de 1998. Foi produzida pelas companhias Gracie Films e 20th Century Fox Television, o produtor executivo foi Mike Scully. Fyvush Finkel, Joe Namath, Roy Firestone, Stephen Jay Gould, Alex Trebek, Bob Denver, Paul McGuinness e os integrantes da banda de rock irlandesa U2 foram algumas das outras estrelas que fizeram participações ao longo da temporada.
O enredo da temporada apresentou diversos temas diferentes, por exemplo, políticas de armas no episódio "The Cartridge Family", casamento entre Apu e Manjula em "The Two Mrs. Nahasapeemapetilons",  comunismo em "Simpson Tide" e usurpação de identidade em "The Principal and the Pauper". A equipe técnica contou com dezessete roteiristas ao longo de sua produção, assim como doze diretores. Moore dirigiu o maior número de episódios, sendo creditados em quatros.
A nona temporada foi considerada por alguns jornalistas e fãs como "início do declínio" na qualidade da série. Nos Emmy Awards de 1998, recebeu cinco indicações: ganhando nas categorias de Melhor Programa de Animação (de Menos de Uma Hora), Melhor Canção por "You're Checkin' In" e o desempenho de Hank Azaria foi reconhecido na categoria de Melhor Dublagem. Ademais, foi nomeado ao Annie Award, British Academy Television Awards e Golden Reel Awards. De acordo com o serviço de mediação de audiências Nielsen Ratings, a temporada foi assistida por uma média de 15,3 milhões de telespectadores; "The Two Mrs. Nahasapeemapetilons", episódio visto por uma média de 19,80 milhões de domicílios, marcou a maior audiência. A temporada foi lançada em DVD como um box set de quatro-discos em 19 de dezembro de 2006 na Região 1, pela 20th Century Fox Home Entertainment.

## Equipe
Esta temporada foi produzida pela Gracie Films e 20th Century Fox Television e foi exibida pela Fox nos Estados Unidos. Ademais, Mike Scully foi creditado como showrunner — sucedendo Bill Oakley e Josh Weinstein. A temporada teve dezessete roteiristas e doze diretores, dois sendo novatos. Moore dirigiu o maior número de episódios, sendo creditados em quatros. Seguido por Polcino, Kirkland e Michels, que foram creditados em três. Reardon, Affleck, Scott III e Anderson trabalharam na direção de dois. B. Anderson, Dietter, Ervin e Hall dirigiram apenas um episódio.

## Elenco e personagens

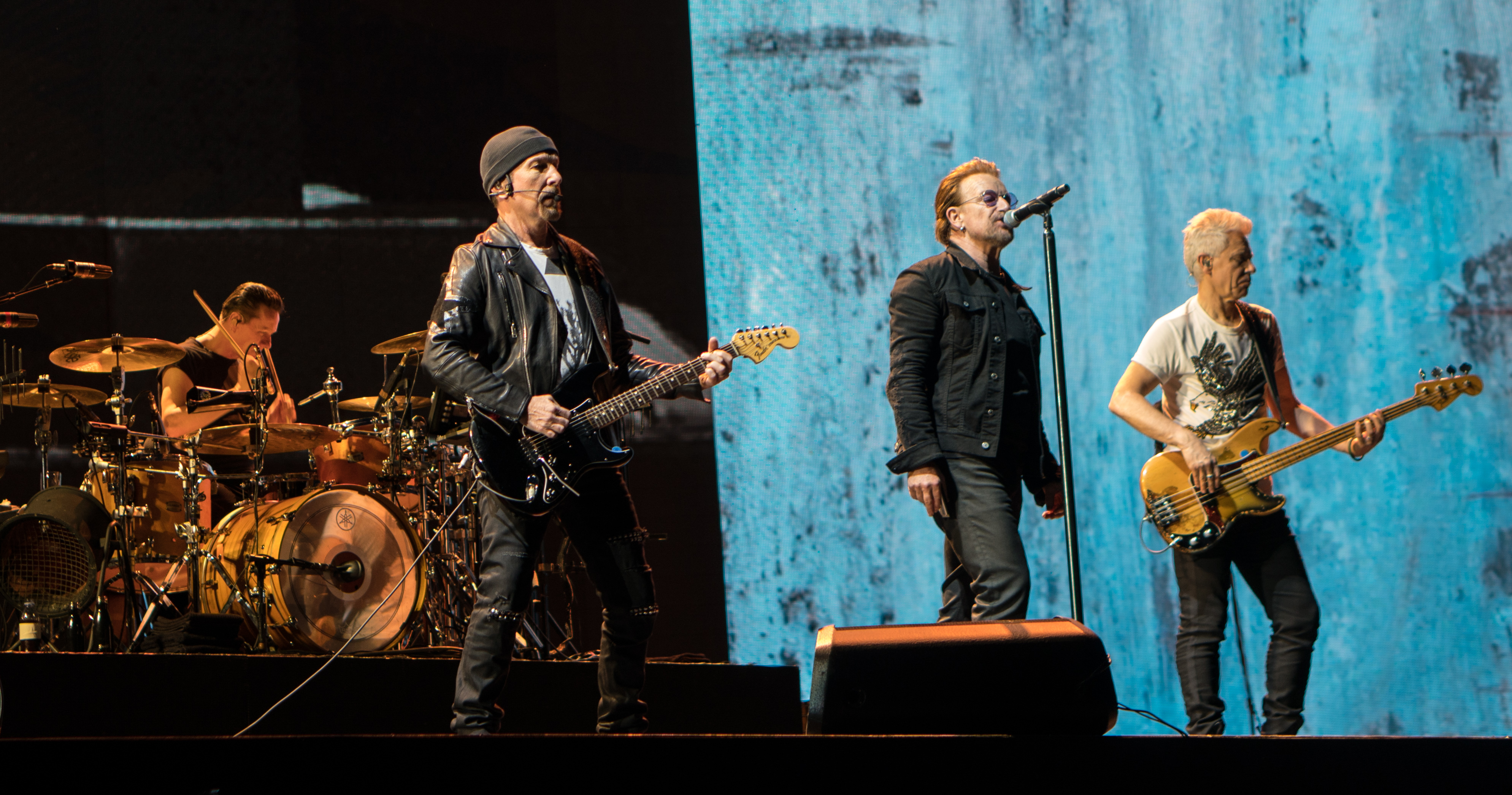
Os integrantes da banda de rock irlandesa U2 apareceram no 200º episódio.

The Simpsons conta com seis membros do elenco principal. Dan Castellaneta ficou responsável pela voz de Homer Simpson, como também dos personagens Vovó Simpson, Krusty, Willie, Barney Gumble e Ajudante de Papai Noel. Julie Kavner por Marge Simpson, e suas irmãs Patty e Selma Bouvie. Enquanto, Yeardley Smith dublou apenas Lisa Simpson; seu irmão Bart ficou a encargo de Nancy Cartwright, desempenhando ainda as vozes de Nelson Muntz e Ralph Wiggum. Ademais, contou com os atores Harry Shearer (Sr. Burns, Waylon Smithers, Ned Flanders, Diretor Skinner, Lenny Leonard, Kent Brockman, Reverendo Lovejoy) e Hank Azaria (Moe Szyslak, Chefe Wiggum, Professor Frink, Jeff Albertson, Apu, Bumblebee Man).
Também foram reintroduzidos o personagens Milhouse van Houten e Jimbo Jones (ambos dublados por Pamela Hayden); Maude Flanders, Helen Lovejoy e Elizabeth Hoover (Maggie Roswell); Martin Prince e as gêmeas Sherri e Terri (Russi Taylor); Agnes Skinner (Tress MacNeille); Edna Krabappel (Marcia Wallace). Frank Welker foi responsável pelos sons de vários animais. O elenco da temporada ainda contou com participações especiais de vários atores. Fyvush Finkel, Joe Namath, Roy Firestone, Stephen Jay Gould, Alex Trebek, Bob Denver, Paul McGuinness, Jay Leno, Bruce Baum, Janeane Garofalo, Bobcat Goldthwait, Hank Williams Jr., Steven Wright e os integrantes da banda de rock irlandesa U2 interpretaram versões ficcionais de si próprios, também foram incluídos:
- Phil Hartman[23]
(Troy McClure, Lionel Hutz e Noah em vários episódios)
- Martin Sheen[24]
(Seymour Skinner em "The Principal and the Pauper")
- Mike Judge[16]
(Hank Hill em "Bart Star")
- Andrea Martin[25]
(Sr.ª Nahasapeemapetilons em "The Two Mrs. Nahasapeemapetilons")
- Jan Hooks[25]
(Manjula Nahasapeemapetilon em "The Two Mrs. Nahasapeemapetilons")
- Jim Varney[26]
(Cooder em "Bart Carny")
- James Earl Jones[27]
(narrador em "Das Bus")
- Jack Ong[28]
(pescador chinês em "Das Bus")
- Helen Hunt[29]
(Renee em "Dumbbell Indemnity")
- Rod Steiger[19]
(Tenille em "Simpson Tide")
- Michael Carrington[12]
(Drill Sergeant em "Simpson Tide")
- Paul Winfield[30]
(Lucius Sweet em "The Trouble with Trillions")
- Steve Martin[22]
(Ray Patterson em "Trash of the Titans")
- Brendan Fraser[31]
(Brad em "King of the Hill")
- Steven Weber[31]
(Neil em "King of the Hill")

## Repercussão

### Audiência
Em sua exibição original nos Estados Unidos, o episódio de estreia "The City of New York vs. Homer Simpson" foi o 8.º programa mais assistido da semana de 15 a 21 de setembro de 1997, assistido por 17,44 milhões de telespectadores. O episódio seguinte teve 14,86 milhões de domicílios. Na semana seguinte, a temporada apresentou uma declividade, com uma queda de 13,53% em relação ao capítulo anterior. O quarto e o quinto episódio atraíram uma média estável de 19,03 e 18,03 milhões de espectadores, respectivamente.
Os episódios subsequentes foram assistidos por um média entre 11 e 19 milhões de telespectadores. Em geral, "The Two Mrs. Nahasapeemapetilons" registrou a melhor audiência da temporada — com 19,80 milhões de domicílios —, enquanto o vigésimo episódio marcou o pior desempenho: 11,39 milhões de agregados familiares. De acordo com o serviço de mediação de audiências Nielsen Ratings, a nona temporada de The Simpsons foi assistida por uma média de 15,3 milhões de telespectadores, posicionando-se no número 18 entre os outros programas exibidos na programação de 1997-98 nos Estados Unidos.

### Análises da crítica
A temporada foi considerada por alguns jornalistas e fãs como "início do declínio" na qualidade da série. Em seu artigo ao The A.V. Club, Alasdair Wilkins registrou: "Daqui em diante, estamos no ciclo da decaída de The Simpsons, embora exista bastante possibilidade para discordar sobre o quão forte foi sua decadência". No agregador de resenhas Rotten Tomatoes, marca uma pontuação de 67% com base em comentários de seis críticos e registra uma nota 9 de 10. "The Principal and the Pauper" foi recebido negativamente pelos espectadores do show ao qual descreveram seu enredo como uma "falta de imaginação dos autores", Matt Groening descreveu que este episódio é "um [de alguns] que menos aprecia". Ademais, a retratação sobre a política de armas de fogo — abordado em "The Cartridge Family" — foi recebido de forma mista pelos veículos midiáticos; alguns criticaram-no e afirmaram ser "uma sátira confusa". "The City of New York vs. Homer Simpson" foi destacado por jornalistas como a "excelência da temporada", mas devido à proeminência do World Trade Center na trama, este teve sua exibição suspensa em diversas áreas após os ataques de 11 de setembro de 2001. Apesar disso, foi escolhido pelo IGN, como o melhor da nona temporada. O jornal The Star-Ledger foi positivo em sua resenha à "The Last Temptation of Krust", citando o segmento Canyonero como "o verdadeiro motivo para assistir" ao número.

### Prêmios e indicações
Nos Emmy Awards de 1998, The Simpsons recebeu cinco indicações: o episódio "Trash of the Titans" venceu o prêmio de Melhor Programa de Animação (de Menos de Uma Hora). Pelo trabalho de Alf Clausen e Ken Keeler, a faixa "You're Checkin' In", presente em "The City of New York vs. Homer Simpson", ganhou na categoria de "Melhor Canção". O desempenho musical de Clausen ainda foi nomeado nas categorias de Melhor Composição Musical ("Treehouse of Horror VIII") e Melhor Direção Musical ("All Singing, All Dancing"). A interpretação de Hank Azaria como Apu Nahasapeemapetilon foi reconhecido na categoria de Melhor Dublagem. Ademais, na 26.ª edição dos Prêmios Annie a temporada recebeu três gratificações: Melhor Canção em Animação, Melhor Direção e Realização Notável — todos na seção de "produção televisiva". Robert Mackston, Travis Powers, Norm MacLeod e Terry Greene foram angariados com o Golden Reel Awards de Melhor Edição de Som por "Treehouse of Horror VIII". O seriado também obteve sua primeira nomeação ao British Academy Television Awards.

## Episódios
| N.º na série | N.º na temp. | Título original (Título no Brasil)                                                        | Dirigido por         | Escrito por                                 | Exibição original       | Cód. de produção | Audiência nos EUA (em milhões) |
| --- | ------------ | ----------------------------------------------------------------------------------------- | -------------------- | ------------------------------------------- | ----------------------- | ---------------- | ------------------------------ |
| 179 | 1            | "The City of New York vs. Homer Simpson" "(A Cidade de Nova York vs. Homer Simpson)" (BR) | Jim Reardon          | Ian Maxtone-Graham                          | 21 de setembro de 1997  | 4F22             | 17,44                          |
| Depois que Barney deixa o carro de Homer estacionado ilegalmente entre as duas torres gêmeas em Nova Iorque, os Simpsons são obrigados a irem para a cidade para recuperar o carro. |              |                                                                                           |                      |                                             |                         |                  |                                |
| 180 | 2            | "The Principal and the Pauper" "(O Diretor e o Soldado)" (BR)                             | Steven Dean Moore    | Ken Keeler                                  | 28 de setembro de 1997  | 4F23             | 14,86                          |
| Um homem chamado Seymour Skinner aparece em Springfield alegando que o homem que trabalha como Diretor da Escola Primária de Springfield é na verdade um impostor e que seu veradeiro nome é Armin Tamzarian. |              |                                                                                           |                      |                                             |                         |                  |                                |
| 181 | 3            | "Lisa's Sax" "(O Saxofone de Lisa)" (BR)                                                  | Dominic Polcino      | Al Jean                                     | 19 de outubro de 1997   | 3G02             | 12,85                          |
| Depois que o saxofone de Lisa quebra, a família relembra os momentos de como Lisa ganhou seu primeiro saxofone. |              |                                                                                           |                      |                                             |                         |                  |                                |
| 182 | 4            | "Treehouse of Horror VIII" "(A Casa da Árvore dos Horrores VIII)" (BR)                    | Mark Kirkland        | Mike Scully, David X. Cohen e Ned Goldreyer | 26 de outubro de 1997   | 5F02             | 19,03                          |
| O episódio é dividido em três histórias: - The HΩmega Man — Homer parece ser o único sobrevivente de uma explosão nuclear. - Fly Vs. Fly — Homer compra uma máquina de transporte de matéria do Professor Frink e acaba armando uma grande confusão depois que Bart entra na máquina com uma mosca. - Easy Bake Coven — O terceiro capítulo conta a história de três bruxas que comiam as crianças da cidade. |              |                                                                                           |                      |                                             |                         |                  |                                |
| 183 | 5            | "The Cartridge Family" "(A Família Cartucho)" (BR)                                        | Pete Michels         | John Swartzwelder                           | 2 de novembro de 1997   | 5F01             | 18,03                          |
| Depois de um tumulto em um jogo da Associação Continental de Futebol, Homer compra uma arma para proteger sua família e começa a fazer exercícios de tiro com a arma, deixando Marge assustada. |              |                                                                                           |                      |                                             |                         |                  |                                |
| 184 | 6            | "Bart Star" "(O Craque É Bart)" (BR)                                                      | Dominic Polcino      | Donick Cary                                 | 9 de novembro de 1997   | 5F03             | 17,91                          |
| Homer é o novo técnico do time de futebol Springfiel Wildcats e começa a dar tratamento especial para Bart, deixando os outros jogadores revoltados. |              |                                                                                           |                      |                                             |                         |                  |                                |
| 185 | 7            | "The Two Mrs. Nahasapeemapetilons" "(O Casamento de Apu)" (BR)                            | Steven Dean Moore    | Richard Appel                               | 16 de novembro de 1997  | 5F04             | 19,80                          |
| Para não ser obrigado a casar com uma noiva arranjada, Apu faz um acordo com Homer e finge ser casado com Marge. |              |                                                                                           |                      |                                             |                         |                  |                                |
| 186 | 8            | "Lisa the Skeptic" "(Lisa, a Cética)" (BR)                                                | Neil Affleck         | David X. Cohen                              | 23 de novembro de 1997  | 5F05             | 16,01                          |
| Durante uma escavação arqueológica em Sabertooth Meadow, os alunos da Escola Primária de Springfield descobrem um estranho esqueleto que parece ser de um anjo. Todos da cidade acreditam ser realmente de um anjo, com a exceção de Lisa, que tenta provar através da medicina que é um esqueleto humano. |              |                                                                                           |                      |                                             |                         |                  |                                |
| 187 | 9            | "Realty Bites" "(Propriedade Indesejada)" (BR)                                            | Swinton O. Scott III | Dan Greaney                                 | 7 de dezembro de 1997   | 5F06             | 17,73                          |
| Enquanto Marge começa uma nova carreira na venda de imóveis, Homer é perseguido por Snake por ter comprado seu carro num leilão da prisão. |              |                                                                                           |                      |                                             |                         |                  |                                |
| 188 | 10           | "Miracle on Evergreen Terrace" "(Espírito de Natal)" (BR)                                 | Bob Anderson         | Ron Hauge                                   | 21 de dezembro de 1997  | 5F07             | 16,17                          |
| Depois de acidentalmente queimar os presentes de Natal da família, Bart decide enterrá-los no quintal de casa, fazendo com que todos acreditassem que eles foram roubados. |              |                                                                                           |                      |                                             |                         |                  |                                |
| 189 | 11           | "All Singing, All Dancing" "(Cantando e Dançando)" (BR)                                   | Mark Ervin           | Steve O'Donnell                             | 4 de janeiro de 1998    | 5F24             | 15,90                          |
| Os Simpsons apresentam um show com várias canções das últimas oito temporadas. |              |                                                                                           |                      |                                             |                         |                  |                                |
| 190 | 12           | "Bart Carny" "(Bart no Circo)" (BR)                                                       | Mark Kirkland        | John Swartzwelder                           | 11 de janeiro de 1998   | 5F08             | 19,21                          |
| Bart e Homer arranjam emprego em um parque de diversões, onde fazem amizade com Cooder e seu filho Spud, que acabam invadindo a casa dos Simpsons. |              |                                                                                           |                      |                                             |                         |                  |                                |
| 191 | 13           | "The Joy of Sect" "(Uma Jóia de Seita)" (BR)                                              | Steven Dean Moore    | Steve O'Donnell                             | 8 de fevereiro de 1998  | 5F23             | 16,20                          |
| Os Simpsons entram para uma seita religiosa chamada, mas acabam não acreditando. Marge consegue fugir e tenta convencer o restante da família a também abandonar a seita. |              |                                                                                           |                      |                                             |                         |                  |                                |
| 192 | 14           | "Das Bus" "(O Ônibus)" (BR)                                                               | Pete Michels         | David X. Cohen                              | 15 de fevereiro de 1998 | 5F11             | 15,98                          |
| As crianças da Escola Primária de Springfield ficam presas em uma ilha deserta após o ônibus escolar cair no mar. |              |                                                                                           |                      |                                             |                         |                  |                                |
| 193 | 15           | "The Last Temptation of Krust" "(A Última Tentação de Krusty)" (BR)                       | Mike B. Anderson     | Donick Cary                                 | 22 de fevereiro de 1998 | 5F10             | 16,50                          |
| Quando o palhaço Krusty apresenta-se em um festival de comédia, ele prova a todos que seu estilo de comédia está muito ultrapassado. |              |                                                                                           |                      |                                             |                         |                  |                                |
| 194 | 16           | "Dumbbell Indemnity" "(Indenização Desastrada)" (BR)                                      | Dominic Polcino      | Ron Hauge                                   | 1 de março de 1998      | 5F12             | 17,35                          |
| Moe se apaixona por uma linda mulher chamada Renee e para impressioná-la, decide lhe dar vários presentes até que fica falido. Para recuperar o dinheiro, ele forja um roubo de seu carro, para receber o dinheiro do seguradora. |              |                                                                                           |                      |                                             |                         |                  |                                |
| 195 | 17           | "Lisa the Simpson" "(Lisa, uma Simpson)" (BR)                                             | Susie Dietter        | Ned Goldreyer                               | 8 de março de 1998      | 4F24             | 17,79                          |
| Depois que Lisa não consegue resolver uma simples charada, ela começa a temer que está perdendo sua inteligência. Aonde fica mais desesperada ainda quando o vovô diz que todos os Simpsons são inteligentes quando pequenos, e que vão ficando mais burros conforme vão crescendo. |              |                                                                                           |                      |                                             |                         |                  |                                |
| 196 | 18           | "This Little Wiggy" "(Um Novo Amigo)" (BR)                                                | Neil Affleck         | Dan Greaney                                 | 22 de março de 1998     | 5F13             | 14,96                          |
| Marge conhece Ralph Wiggum e decide convidá-lo para brincar com Bart. No início Bart o rejeita, mas quando ele vai à casa dos Wiggums, e vê que está cheia de arquivos e equipamentos de polícia, Bart decide virar amigo de Ralph. |              |                                                                                           |                      |                                             |                         |                  |                                |
| 197 | 19           | "Simpson Tide" "(Na Onda do Mar)" (BR)                                                    | Mike B. Anderson     | Joshua Sternin e Jeffrey Ventimilia         | 29 de março de 1998     | 3G04             | 14,77                          |
| Homer, Barney e Moe entram para a reserva da Marinha, e durante um treinamento de rotina, eles ficam presos em um submarino nuclear, sem saber que estavam em um combate real. |              |                                                                                           |                      |                                             |                         |                  |                                |
| 198 | 20           | "The Trouble with Trillions" "(Um Negócio de Trilhões)" (BR)                              | Swinton O. Scott III | Ian Maxtone-Graham                          | 5 de abril de 1998      | 5F14             | 11,39                          |
| Chantageado, Homer é obrigado a servir como espião em uma operação que visa recuperar uma nota de um trilhão de dolares que está na casa do Sr. Burns. |              |                                                                                           |                      |                                             |                         |                  |                                |
| 199 | 21           | "Girly Edition" "(Programa para Crianças)" (BR)                                           | Mark Kirkland        | Larry Doyle                                 | 19 de abril de 1998     | 5F15             | 13,46                          |
| Enquanto Lisa vira locutora de um programa de noticiário para crianças, Bart é contratado para o programa e lança uma série de matérias sentimentais, chamando a atenção de todos e ofuscando o trabalho sério da Lisa. |              |                                                                                           |                      |                                             |                         |                  |                                |
| 200 | 22           | "Trash of the Titans" "(Empate de Titãs)" (BR)                                            | Jim Reardon          | Ian Maxtone-Graham                          | 26 de abril de 1998     | 5F09             | 17,35                          |
| Homer resolve concorrer ao cargo de Comissário de Saneamento, e com várias promessas, ele acaba ganhando a eleição. Mas com promessas que saíram tão caras, Homer acaba gastando o orçamento de um ano inteiro em apenas um mês. |              |                                                                                           |                      |                                             |                         |                  |                                |
| 201 | 23           | "King of the Hill" "(O Rei da Montanha)" (BR)                                             | Steven Dean Moore    | John Swartzwelder                           | 3 de maio de 1998       | 5F16             | 14,80                          |
| Depois de vários exercícios e com a ajuda de seu colega de ginástica Rainer Wolfcastlem, Homer fica mais forte e musculoso. Impressionados, dois executivos convidam Homer para escalar a montanha Murderhorn, como uma promoção das barras de chocolate Powersauce. |              |                                                                                           |                      |                                             |                         |                  |                                |
| 202 | 24           | "Lost Our Lisa" "(Lisa se Perdeu)" (BR)                                                   | Pete Michels         | Brian Scully                                | 10 de maio de 1998      | 5F17             | 12,86                          |
| Lisa convence Homer a deixá-la ir sozinha de ônibus para o Museu Springsoniano, mas acaba se perdendo no caminho. |              |                                                                                           |                      |                                             |                         |                  |                                |
| 203 | 25           | "Natural Born Kissers" "(Marge, Posso Botar para Quebrar?)" (BR)                          | Klay Hall            | Matt Selman                                 | 17 de maio de 1998      | 5F18             | 14,12                          |
| Homer e Marge decidem ter mais adrenalina e começam a namorar em lugares públicos. |              |                                                                                           |                      |                                             |                         |                  |                                |

## Lançamento em DVD
O DVD da oitava temporada foi distribuído na Região 1 (Estados Unidos, Canadá) a partir de 19 de dezembro de 2006 e na Região 2 em 29 de janeiro do ano seguinte, enquanto na Região 4 foi disponibilizado no mês de março, pela 20th Century Fox Home Entertainment. O box set é um conjunto de quatro discos compostos pelos 25 episódios. Os idiomas disponíveis são o inglês, espanhol e francês, todos com legendas, respectivamente.
| The Simpsons — 9.ª temporada | The Simpsons — 9.ª temporada | The Simpsons — 9.ª temporada | The Simpsons — 9.ª temporada |
| Detalhes do DVD | Detalhes do DVD | Características especiais | Características especiais |
| --- | --- | --- | --- |
| - 25 episódios - Duração: 9h30min - Conjunto de 4 discos - Proporção de tela: 1.33:1 - Idiomas: - Inglês (com legendas) - Espanhol (com legendas) - Francês (com legendas) - Som: - Dolby Digital 5.1 Surround - Dolby Digital 2.0 Stereo | - 25 episódios - Duração: 9h30min - Conjunto de 4 discos - Proporção de tela: 1.33:1 - Idiomas: - Inglês (com legendas) - Espanhol (com legendas) - Francês (com legendas) - Som: - Dolby Digital 5.1 Surround - Dolby Digital 2.0 Stereo | - Comentários em áudio em todos os episódios - Introdução especial de Matt Groening - Cenas deletadas - "The City of New York vs. Homer Simpson" - "Lisa's Sax" - "Treehouse of Horror VIII" - "The Two Mrs. Nahasapeemapetilons" - "Lisa the Skeptic" - "Bart Carny" - "The Joy of Sect" - "Das Bus" - "The Last Temptation of Krust" - "Dumbbell Indemnity" - "Lisa the Simpson" - "This Little Wiggy" - "Simpson Tide" - "Girly Edition" - "Trash of the Titans" - "King of the Hill" - Clipes em idiomas estrangeiros: - "Trash of the Titans" - Comentários ilustrados - "All Singing, All Dancing" - "Lost Our Lisa" - Esboços originais - "The Principal and the Pauper" - "Lisa the Simpson" - Comerciais televisivos - Butterfinger — "Aliens", "Hit a Homer" e "Philosophy" - CC's Chips — "Parachutist" e "Homerdini" - Prévias de The Simpsons Movie - Galeria de imagens | - Comentários em áudio em todos os episódios - Introdução especial de Matt Groening - Cenas deletadas - "The City of New York vs. Homer Simpson" - "Lisa's Sax" - "Treehouse of Horror VIII" - "The Two Mrs. Nahasapeemapetilons" - "Lisa the Skeptic" - "Bart Carny" - "The Joy of Sect" - "Das Bus" - "The Last Temptation of Krust" - "Dumbbell Indemnity" - "Lisa the Simpson" - "This Little Wiggy" - "Simpson Tide" - "Girly Edition" - "Trash of the Titans" - "King of the Hill" - Clipes em idiomas estrangeiros: - "Trash of the Titans" - Comentários ilustrados - "All Singing, All Dancing" - "Lost Our Lisa" - Esboços originais - "The Principal and the Pauper" - "Lisa the Simpson" - Comerciais televisivos - Butterfinger — "Aliens", "Hit a Homer" e "Philosophy" - CC's Chips — "Parachutist" e "Homerdini" - Prévias de The Simpsons Movie - Galeria de imagens |
| Datas de lançamento | | | |
| Região 1 | Região 2 | Região 2 | Região 4 |
| 19 de dezembro de 2006 | 29 de janeiro de 2007 | 29 de janeiro de 2007 | 21 de março de 2007 |